# Harnasmannen
De Harnasmannen (Agonidae) zijn een familie van kleine bij de bodem levende vissen die voorkomen in koud zeewater. De familie omvat bijna 50 soorten in ongeveer 20 geslachten.
Ze hebben een lichaam dat bedekt is met tot beenplaten vergroeide schubben. De buikvinnen zijn vrijwel rudimentair, voornamelijk bestaand uit een of enkele vinstralen. Ze hebben geen zwemblaas. Met 42 centimeter is Percis japonica de langste soort in de familie, terwijl Occella impi maximaal een lengte heeft van twee centimeter. De meeste soorten bereiken een lengte van 20 tot 30 centimeter.
Harnasmannen voeden zich gewoonlijk met kleine kreeftachtigen en wormen die op de zeebodem gevonden worden. Sommige soorten camoufleren zichzelf met sponsdieren of zeewier.

## Geslachten
- Agonomalus Guichenot, 1866
- Agonopsis T.N. Gill, 1861
- Agonus Bloch & J.G. Schneider, 1801
- Anoplagonus T.N. Gill, 1861
- Aspidophoroides Lacépède, 1801
- Bathyagonus C.H. Gilbert, 1890
- Bothragonus T.N. Gill
- Brachyopsis T.N. Gill, 1861
- Chesnonia Iredale & Whitley, 1969
- Freemanichthys Kanayama, 1991
- Hypsagonus T.N. Gill, 1861
- Leptagonus T.N. Gill, 1861
- Occella D.S. Jordan & C.L. Hubbs, 1925
- Odontopyxis Lockington, 1880
- Pallasina Cramer, 1895
- Percis Scopoli, 1777
- Podothecus T.N. Gill, 1861
- Sarritor Cramer, 1896
- Stellerina Cramer, 1896
- Tilesina P.J. Schmidt, 1904
- Xeneretmus C.H. Gilbert, 1903